# Epigramma
L'epigramma è un'iscrizione poetica encomiastica o dedicatoria o, più spesso, funeraria. Più comunemente viene inteso come epigramma un componimento poetico di vario carattere che si contraddistingue per la sua brevità ed efficacia.

## Epigramma antico

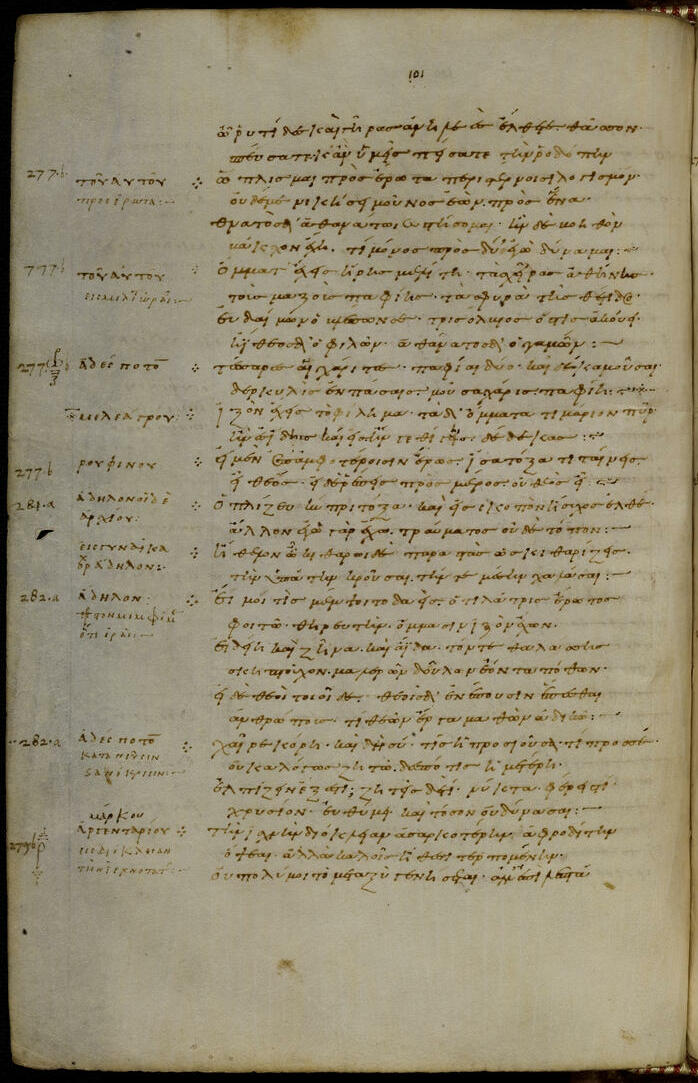
Foglio della Antologia Palatina

### Conservazione e raccolte
Molte furono, dall'età ellenistica, le sillogi che raccolsero epigrammi, a partire dal Soros, collezione del III secolo a.C., in cui furono raccolti, tra gli altri, gli epigrammi di Posidippo di Pella, per proseguire, nel I a.C., con la Corona (Στέφανος), di Meleagro di Gadara, che, dalla metafora floreale utilizzata nel proemio per indicare i vari autori, diede a questo tipo di compilazioni il nome di Antologia; ancora, a metà dello stesso secolo, la Στέφανος di Filippo di Tessalonica, forse preceduta dall'antologia di un certo Aminte, in cui erano compresi almeno gli epigrammi di Antipatro di Tessalonica e Antipatro di Sidone.
Queste e altre raccolte confluirono, infine, nella medievale Antologia Palatina, accanto alla quale è pervenuta, per vie indipendenti, la Antologia Planudea.

### Origini
Nella letteratura classica l'epigramma - dal greco ἐπί-γράφω (letteralmente: "scrivere su", "scrivere sopra") - era un'iscrizione funeraria o commemorativa, destinata a essere incisa su materiali durevoli quali la pietra e il bronzo: da questa circostanza derivava il carattere della brevità, conservatosi anche quando l'epigramma divenne un vero e proprio genere letterario in età ellenistica e bizantina, trattando temi diversi. In epoca imperiale l'epigramma assunse anche un carattere satirico.
Tra le prime attestazioni di epigrammi si ritrova l'epigrafe incisa sulla cosiddetta coppa di Nestore (seconda metà dell'VIII secolo a.C.), nella quale un trimetro giambico precede due esametri epici: 
chi beva da essa, presto lo terrà

desiderio d'Afrodite coronata.»
(trad. A. D'Andria)
A partire dal V secolo a.C. venne, però, quasi sempre adoperato il distico elegiaco, che si compone di un esametro e di un pentametro.
Sebbene la tradizione faccia risalire a Omero la composizione di epigrammi, le attestazioni più antiche non risalgono oltre l'VIII secolo a.C. Il metro adoperato era prevalentemente il distico elegiaco, che sarebbe stato usato per la prima volta da Archiloco e che divenne in seguito il verso tipico della poesia epigrammatica. Famosi furono, in età classica, gli epigrammi di Simonide di Ceo, V secolo a.C., tra i quali quelli in cui si celebrano le gesta e la gloriosa morte dei combattenti caduti nella battaglia di Maratona e di quelli delle Termopili, e gli epigrammi attribuiti a Platone.

### Epigramma ellenistico
Tuttavia, il genere epigrammatico conobbe il suo periodo di massimo splendore in età alessandrina: è proprio durante questo periodo, infatti, che l'epigramma diede i suoi frutti più squisiti, con poeti e poetesse come Teocrito, Asclepiade di Samo, Meleagro di Gadara, Posidippo di Pella, Anite di Tegea, Nosside: tra l'altro, questi poeti portarono la classica iscrizione dedicatoria a una specializzazione e variazione tematica notevole, dall'epitimbio (epigramma sepolcrale propriamente detto) all'anatema (epigramma dedicatorio), dall'epigramma erotico (o omoerotico) a quello scoptico (di tipo satirico, spesso con attacchi politici, come in Alceo di Messene, o critico-letterari, come negli stessi Callimaco e Asclepiade di Samo). Un particolare tipo di epigramma, squisitamente alessandrino, molto utilizzato, è l'ecfrasi (dal gr. έκφρασις, descrizione elegante), con la quale il poeta vuole descrivere luoghi e opere d'arte, composta con stile virtuosisticamente elaborato in modo da gareggiare in forza espressiva con la cosa stessa descritta: tra le più note sono le ecfrasi di Posidippo di Pella.
A partire dal XIX secolo, la critica ha diviso, inoltre, per provenienza geografica e temi, i diversi epigrammisti in "scuole": la dorico-peloponnesiaca, con Anite, Nosside, Leonida, con epigrammi descrittivi, basati sui sentimenti semplici e su una natura bucolica; la scuola ionico-alessandrina, basata sul simposio e sulla raffinatezza letteraria, con autori quali Callimaco, Teocrito, Asclepiade, Posidippo, Edilo; la fenicia, di età tardo-repubblicana, basata su un erotismo sottile e scanzonato, con Meleagro, Filodemo e Archia.

### Epigramma latino e imperiale

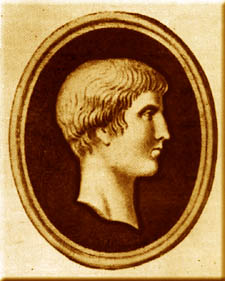
Marco Valerio Marziale

Tra gli scrittori latini furono scrittori di epigrammi Quinto Ennio o Gaio Lucilio, del quale alcuni frammenti satirici richiamano per forma l'epigramma. Fu, comunque, in età cesariana che l'epigramma divenne un genere ampiamente coltivato a Roma, con i poetae novi: oltre a Catullo che usò i distici elegiaci, abbiamo testimonianza di epigrammi di Ticida, Calvo, Valerio Catone, che li utilizzarono tutti non solo come espressione fulminea e intensa di sentimenti, ma anche come pungente attacco ai politici dell'epoca.
In età imperiale, sono pervenuti circa settanta epigrammi di tipo filosofico-autobiografico attribuiti (con molti dubbi) a Seneca, anche se l'autore latino meglio noto e valente risulta soprattutto Marziale che, con tono arguto, pungente e veloce utilizzò, come Catullo, il metro distico o l'endecasillabo falecio.
In questo periodo, comunque, l'epigramma greco, pur non conoscendo soluzioni di continuità, ebbe un regresso di ispirazione: la fioritura tardorepubblicana e giulio-claudia dell'epigramma è testimoniata da una corrente che si potrebbe definire "retorica", con retori-poeti greci operanti a Roma, spesso alla corte dei Giulio-Claudi, come Crinagora, Marco Argentario, Filippo di Tessalonica, Antifilo di Bisanzio.
In seguito, gli epigrammisti furono anche antologisti: ad esempio, Stratone di Sardi, in età adrianea, compose epigrammi e una raccolta tematica, la Musa Puerilis (Μοῦσα Παιδική), di contenuto pederotico, o ancora, sempre tematicamente organizzata, ma anche per metri, fu la Pammetros (Πάμμετρος) di Diogene Laerzio, del III secolo, da cui lo stesso autore incluse epigrammi funebri per i filosofi nelle sue Vite. Infine, il Ciclo di nuovi Epigrammi (Κύκλος τῶν νέων ἐπιγραμμάτων), di Agatia, in età giustinianea, che preserva gli epigrammisti del secolo precedente e contemporanei all'autore, tra i quali spicca Paolo Silenziario, con cui l'epigramma entra nel Medioevo.

## Epigramma moderno e contemporaneo
Gli antichi epigrammisti vennero imitati nel Quattrocento da Angelo Poliziano e dal Sannazaro e nel Cinquecento dall'Alamanni, che nei suoi Epigrammi riproduce il distico elegiaco con una coppia di endecasillabi a rima baciata o a rima zero.

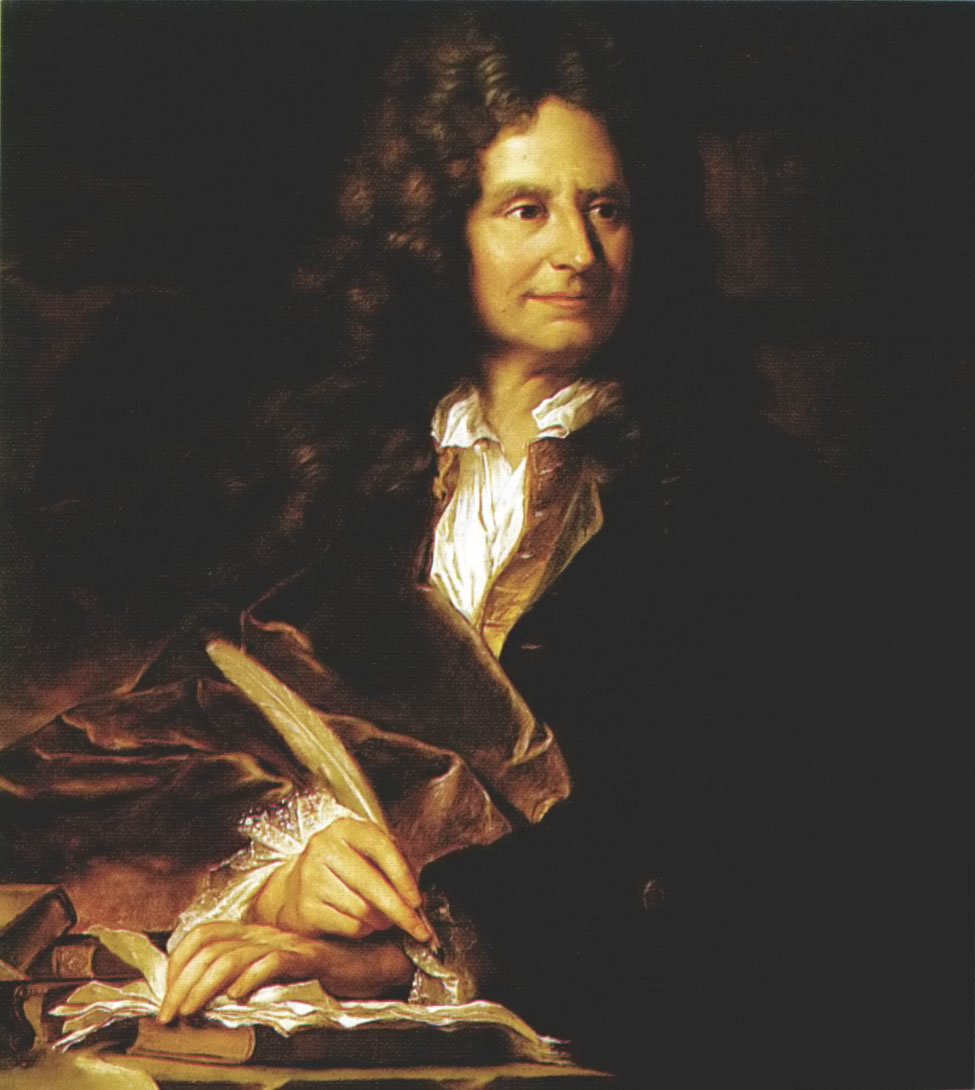
Nicolas Boileau

Dal Seicento si distinsero, per i loro epigrammi, a carattere satirico e politico, soprattutto i francesi del "secolo d'oro" e del primo Illuminismo, quali Boileau, Racine, Voltaire e Jean-Baptiste Rousseau.
Un celebre poeta statunitense vissuto tra il 1868 e il 1950, Edgar Lee Masters, è l'autore dell'Antologia di Spoon River, che racchiude centinaia di epigrammi, i quali raccontano la vita degli abitanti dei paesini di Lewistown e Petersburg, vicino a Springfield nell'Illinois. Gli epigrammi da lui composti narrano la vita di persone comuni, come quelli di Posidippo di Pella: da essi possiamo ricavare le caratteristiche delle persone descritte e capire il loro modo di vivere.
In epoca contemporanea usano l'epigramma Pier Paolo Pasolini in Umiliato e offeso, composto di un distico a rima baciata simile all'alessandrino, Fortini in "L'ospite ingrato", e in Carlo Bo./No, dove Carlo Bo è il titolo e il monosillabo "no" costituisce il testo: è la più breve poesia italiana che sia stata concepita fino a ora. Titolo e testo formano inoltre una rima tronca, di un carattere comico che s'addice perfettamente alla struttura e al genere epigrammatico. Un altro epigramma contemporaneo è quello di Ennio Flaiano: "Elémire Zolla/preferisco la folla". Questi esempi di Fortini e di Flaiano mostrano che l'epigramma è spesso utilizzato come formulazione icastica di un'opinione critica e, oggi, quasi sempre sostituito dall'aforisma.